# ミカ・コーゴ
ミカ・コーゴ（Micah Kogo、1986年6月3日 - ）は、ケニアの陸上競技選手。専門は長距離走。10,000mで26分35秒63の世界歴代6位の記録を持っている。
2008年の北京五輪男子10,000m走において金メダルのケネニサ・ベケレ、銀メダルのシレシ・シヒネのエチオピアコンビに続いて銅メダルに輝いた。
2009年3月29日には、それまでハイレ・ゲブレセラシェが持っていた10km（ロードレース）の世界記録を更新する27分01秒を出した。この記録は2010年9月27日、レオナルド・パトリック・コモンに更新されるまで世界記録として残った。
2009年世界陸上競技選手権大会の10000mで7位となった。またIAAFワールドアスレチックファイナルの5000mで2007年、2009年に銀メダル、2006年、2008年に銅メダルを獲得している。